# Hypselosaurus

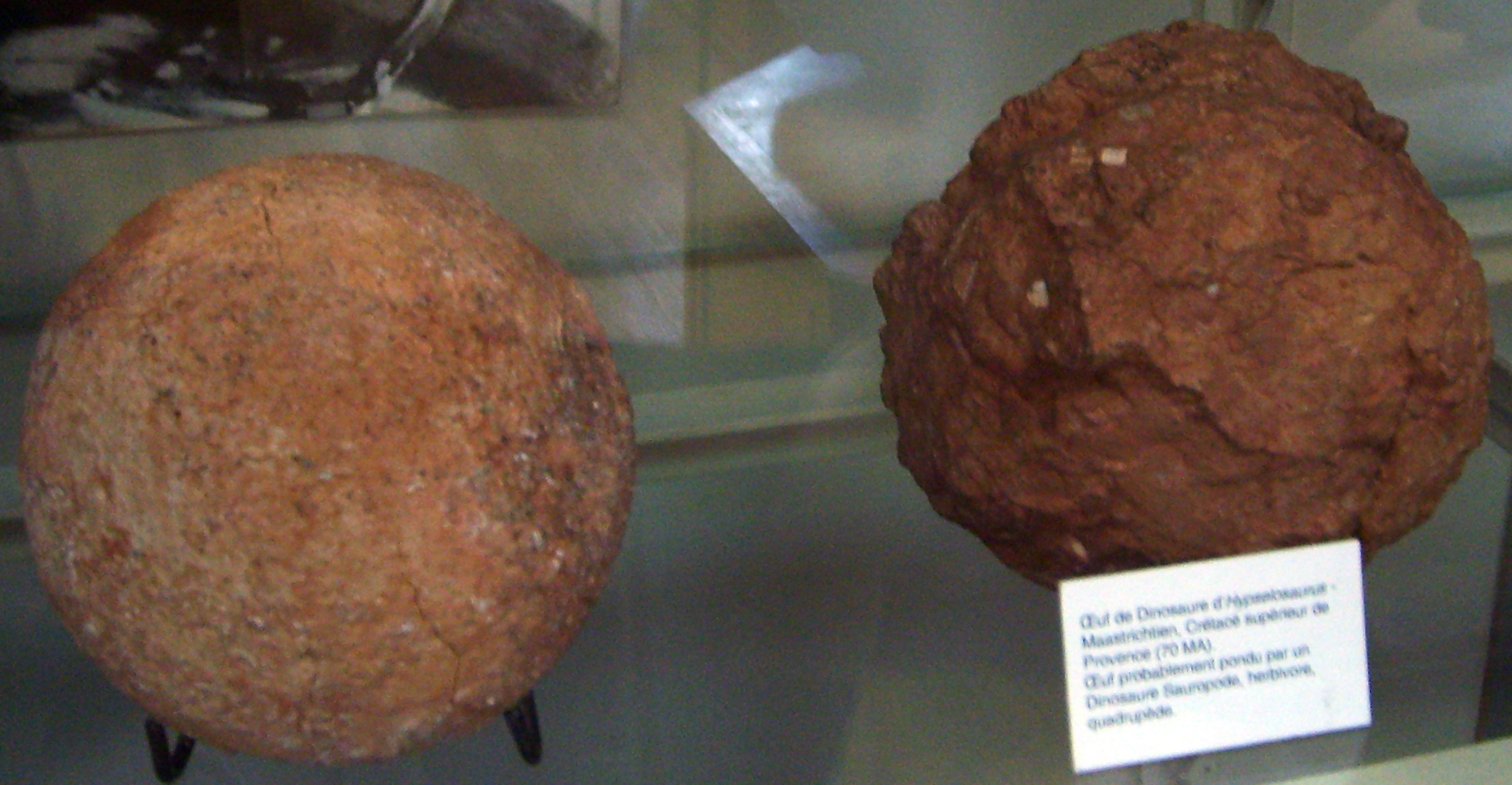
Fossile Eier, die traditionell Hypselosaurus zugeschrieben werden, im Muséum national d’histoire naturelle, Paris.

 Hypselosaurus  ist eine Gattung sauropoder Dinosaurier aus der Gruppe der Titanosauria. 
Bisher wurden dieser Gattung fragmentarische Überreste von mindestens 10 Individuen zugeschrieben, die aus verschiedenen Fundorten in Spanien und Frankreich stammen und auf die Oberkreide (Maastrichtium) datiert werden.
Hypselosaurus wird heute als Nomen dubium (zweifelhafter Name) betrachtet, da das bekannte Skelettmaterial keine diagnostisch verwertbaren Merkmale zeigt, eine Abgrenzung zu anderen Gattungen also nicht möglich ist. Einzige Art ist Hypselosaurus priscus.

## Forschungsgeschichte, Namensgebung und Eier
Hypselosaurus wurde 1846 von dem Geologen Pierre Émile Philippe Matheron auf Basis von Fossilien aus dem französischen Rognac in der Provence wissenschaftlich beschrieben und 1869 benannt. Matheron hielt dieses Tier für ein gigantisches, aquatisch lebendes Krokodil; erst Charles Depéret zeigte 1900, dass es sich um einen Sauropoden handelte. Der Name bedeutet so viel wie „Hohe Echse“ (gr. hypselos – „hoch“, „erhaben“; gr. sauros – „Echse“) – Matheron wählte diesen Namen, um auf die ungewöhnliche Hochbeinigkeit des vermeintlichen Krokodils aufmerksam zu machen.
Bis heute wurden dieser Gattung eine Vielzahl fossiler Eier zugeschrieben – eine Tradition, die bis auf Matheron zurückgeführt werden kann. Diese Zuordnungen basieren jedoch lediglich auf der Tatsache, dass die Eier aus denselben Gesteinsschicht stammen wie die Hypselosaurus-Knochen. Heutige Forscher halten die Zuordnungen der Eier zu Hypselosaurus für nicht haltbar.